# Future base
「future base」（フューチャーベース）は、2018年10月26日に発売されたキズナアイのセカンドシングル。

## 概要
キズナアイが作詞を行っており、キズナアイは歌詞の考案中にupd8から「より外向きの歌詞の方がいい」というアドバイスを受けたことがきっかけで、詞の方向性が定まったと述べている。「古びた神殿」や「文明崩壊後にも残り続けるキズナアイの魂」といった要素が主題の一部となっており、振り付けも巫女の要素が取り入れられている。キズナアイの単独ライブの他、ニコニコ超パーティー2018などでも披露された。
キズナアイの楽曲の中でも人気の高い曲であり、単独ライブを特集したのばん組の2019年1月25日放送回にて公開された「会場のファンに聞いた 好きなキズナアイの曲は?」というアンケートでは「future base」が1位となっている。

## 楽曲
| #  | タイトル        | 作詞      | 作曲   | 編曲   | 時間 |
| -- | --------------- | --------- | ------ | ------ | ---- |
| 1. | 「future base」 | Kizuna AI | Yunomi | Yunomi | 3:03 |